# متباينة المحيط الثابت
متباينة المحيط الثابت أو متباينة ثباتيَّةُ المحيط (بالإنجليزية: Isoperimetric inequality)‏ هي متباينةٌ هندسيةٌ تشتمل حسابَ محيطِ مجموعةٍ ومساحتها. وفي الهندسة المستوية تتحول المسألة إلى مسألة خاصة تتضمن حساب محيط لمنحنى مغلق لسطح مستو، وحساب مساحة السطح المستو المحصور. وقد يشتمل مصطلح التباين المحيطي على العديد من التعاميم الرياضية كما يستدل عليه المصطلح. تكمن مسألة التباين المحيطي في حساب السطح المستو الممثل بأكبر مساحة ممكنة والذي حدها الخارجي لديه طول معين.

## مسألة الحيلة
هناك مسألة قريبة الصلة بمسألة التباين المحيطي: مسألة ديدو أو مسألة الحيلة. ولحل مسألة ديدو فإنه يطلب حساب منطقة بأكبر مساحة محصورة باستخدام خط مستقيم وقوس منحني والذي يتقاطع نقطتيه النهائيتين مع ذلك الخط المستقيم. سميّت المسألة بمسألة ديدو نسبةً إلى الملكة ديدو، المؤسّسة الأسطورية وأول ملكة لمدينة قرطاجة. الحل المعطى في مسألة التباين المحيطي يكون باستخدام دائرة والذي كان الشكل المعروف سابقاً في عهد الإغريقيين القدماء. وعلى كل حال، تمّ الحصول على هذا البرهان الرياضي الصارم الأول لهذه الحقيقة فقط في القرن التاسع عشر الميلادي. ومنذ ذلك الحين، أوجدت العديد من البراهين الأخرى، وكان البعض منها بسيطة بشكل ساحر. توسعت مسألة التباين المحيطي باستخدام العديد من الطرق المضاعفة، على سبيل المثال: للمنحنيات في السطوح وللمناطق في السطوح ذات أبعاد فوق ثنائية.

## مسألة متباينة المحيط الثابت في المستوى
تعود مسألة المحيط الثابت إلى القِدمِ، وتصاغ كالآتي: «من بين جميعِ المُنحنياتِ المُغلَقةِ ذات مُحيطٍ مُعطىً، أيُّها يجعلُ مساحتها أكبر ما يُمكن؟» وُجِدَ أنّ هذه المسألةَ مُكافئةٌ لمسألة شبيهة: «من بين جميع المنحنيات المُغلقة ذات مساحةٍ مُعطاةٍ، أيُّها يجعلُ محيطَها أكبرُ ما يُمكن؟»
ترتبط هذه المسألةُ بمفهومِ مبدأِ الفعلِ الأدنى في الفيزياء، والذي بالإمكان صياغته على الصورة: ما «الفعلُ الذي يجعل المساحة أكبر ما يُمكن بأقلّ جهدٍ ممكن؟» على الرغم من أنَّ الدائرةَ كانت الحل الأوضح لهذه المسألة، إلا أنّ إثباتَ ذلكَ كان صعباً. أوّل محاولة أنَجَزَتْ في السؤالِ كانت سنة 1838م عندما استعمل المهندس الرياضياتي السويسري ياكوب شتاينر طريقةً هندسيةً أُسميَت لاحقاً بطريقةِ شتاينر للاستنظار. أثبت شتاينر أنَّه إذا وُجِدَ حلٌّ لهذه المسألةِ فلا بُدّ وأن يكون دائرةً. استئنف رياضيّون حلّ شتاينر لاحقاً وأكملوه.
بدأ شتاينر بأول الإنشاءات الهندسية التي عُرفت جيداً؛ فعلى سبيلِ المثالِ، إن كان هناك منحنى مغلق ليس محدباً بالكامل، فبالإمكان إيجاد منحنى أكثر تحدباً منه وأعلى في المساحة عن طريق طَيّ الأجزاء المقعرة لجعلها محدبة. وبُرهِنَ أيضاً أن أي شكل لامتماثل بالإمكان تمديده بحيث يُغطي مساحةً أكبر. ولأن الشكل الوحيد المُحدب والمتناظر تماماً هو الدائرة فإن الحل كان لا بد وأن يكون هو. مع ذلك، هذا الحل بمفرده لا يُقدّمُ بُرهاناً صارماً للمسألة، إذ أنَّه مليءٌ بالثغرات التي تحتاج إلى المراجعة.

## الحل في الهندسة المستوية

إن كان الشكلُ مقعراً، فبالإمكان زيادة مساحته دون تغيير مُحيطه بأن يُطوَ جزؤه المقعّر ليكون مُحدّباً.

غالباً ما يُعبّرُ عن مسألة المحيط الثابت بمتباينةٍ تربطُ طولَ منحنىً مغلقٍ بمساحته. تنص متباينة المحيط الثابت على أنَّ:
{\displaystyle 4\pi A\leq L^{2}}
وتحقّق المساواةُ إذا وفقط إذا كان المنحنى دائرةً. مساحة القرص ذو الشعاع {\displaystyle R} هو {\displaystyle \pi R^{2}} ومُحيطُ الدائرةِ هو {\displaystyle 2\pi r} بِهذا فإنّ كلا الطرفين يصبحان {\displaystyle 4\pi R^{2}}.
وُجدت عشرات البراهين المختلفة لمتباينة المحيط الثابت، ففي 1902، نَشَرَ أدولف هرفيتز بُرهاناً قصيراً باستخدام متسلسلة فورييه التي تُطبّق لأي منحنى محدود الطول حتى ولو كان مقعراً. في عام 1938م، قدّم شميت حلّاً أنيقاً للمسألةِ بناءً على مقارنةٍ بين منحنىً بسيط مغلق سَوِيٌّ مع دائرة معطاة. استخدم الحل صيغة طول القوس، صيغة مساحة السطح من متباينة غرين ومتباينة كاوشي شفارتز.
لأي منحنى مغلق، كسر المحيط المغلق يُعرف على أنه النسبة بين مساحته وبين مساحة الدائرة ذات المحيط نفسه. رياضياً:
{\displaystyle Q={\frac {4\pi A}{L^{2}}}}
تنص متباينة ثباتية المحيط على أنَّ {\displaystyle Q\leq 1} بالتكافؤ، فإنّ نسبة ثباتيّةُ المحيط{\displaystyle {\frac {L^{2}}{A}}} هي على الأقل {\displaystyle 4\pi } لكل منحنى.
بالنسبة للمضلعات المنتظمة النونية، فإنّ نسبة ثباتية المحيط هي:
{\displaystyle Q_{n}={\frac {\pi }{n\tan {\tfrac {\pi }{n}}}}.}
إذا كان {\displaystyle C} منحنى مغلقاً محدباً سَويَّاً فإنَّ متباينة ثباتية المحيط المُطوَّرة تنص على أنَّ:
{\displaystyle L^{2}\geqslant 4\pi A+8\pi \left|{\widetilde {A}}_{0.5}\right|,}
حيث أن {\displaystyle L,A,{\widetilde {A}}_{0.5}} ترمز إلى طول {\displaystyle C} والمساحة التي يحصرها، والمساحة المتجهة له، على الترتيب. تحقق المساواة فقط وإذا فقط كان {\displaystyle C} منحنى ثابت العرض.